# Marousi
Marousi (griechisch Μαρούσι (n. sg.), auf offizieller Ebene auch unter dem älteren Namen Amarousio[n] Αμαρούσιο[ν]) ist eine griechische Stadt im Norden Attikas und ein Vorort von Athen.

## Lage
Marousi liegt 12,5 km nordöstlich des Stadtzentrums von Athen. Es grenzt im Süden an Chalandri und im Norden an das noble Kifisia. Die Bebauung dieser Athener Vororte geht ineinander über.

## Geschichte
An der Stelle des heutigen Marousi befand sich in der Antike der Demos Athmonon. In der fruchtbaren Gegend blühte im Altertum der Weinbau. Der heutige Name erinnert an ein Heiligtum der Artemis Amarysia, die in Amarynthos auf Euböa verehrt wurde.
Als eine der größten der Vorstädte Athens und eine der ersten mit S-Bahn-Anschluss entwickelte sich die Stadt zu einem Zentrum vor allem für Verwaltungssitze und Pharmafirmen. Die Bedeutung von Marousi für den Einzelhandel ist dagegen stetig zugunsten neuer Einkaufszentren und großer Supermärkte zurückgegangen.
In die Literatur eingegangen ist Marousi durch Henry Millers Griechenland-Roman Der Koloss von Maroussi.

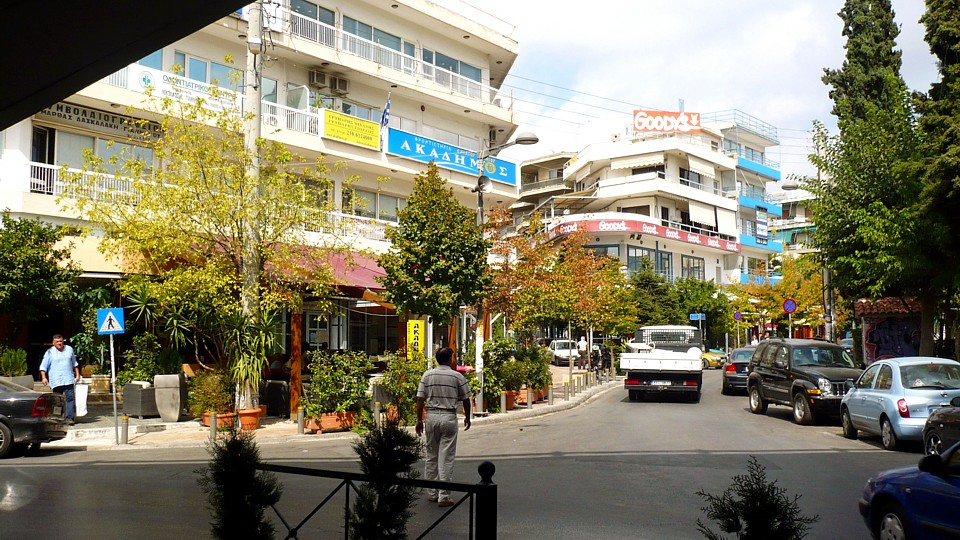
Im Zentrum
Das Olympiastadion im Olympia-Sportkomplex Athen
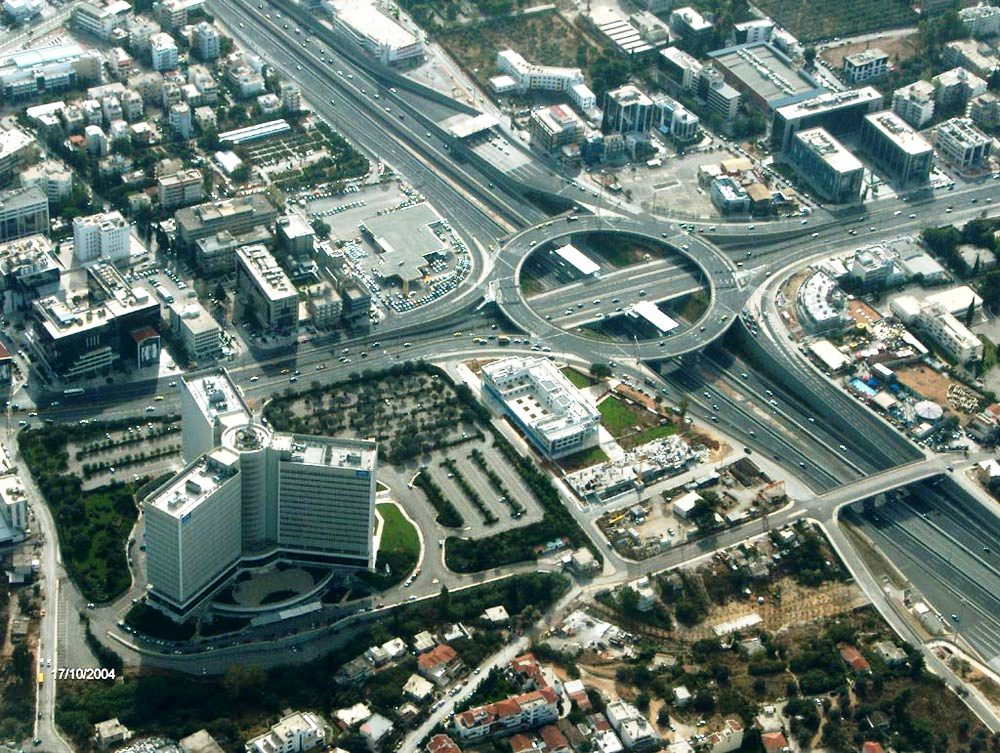
Der A-6-Anschluss im Süden Marousis
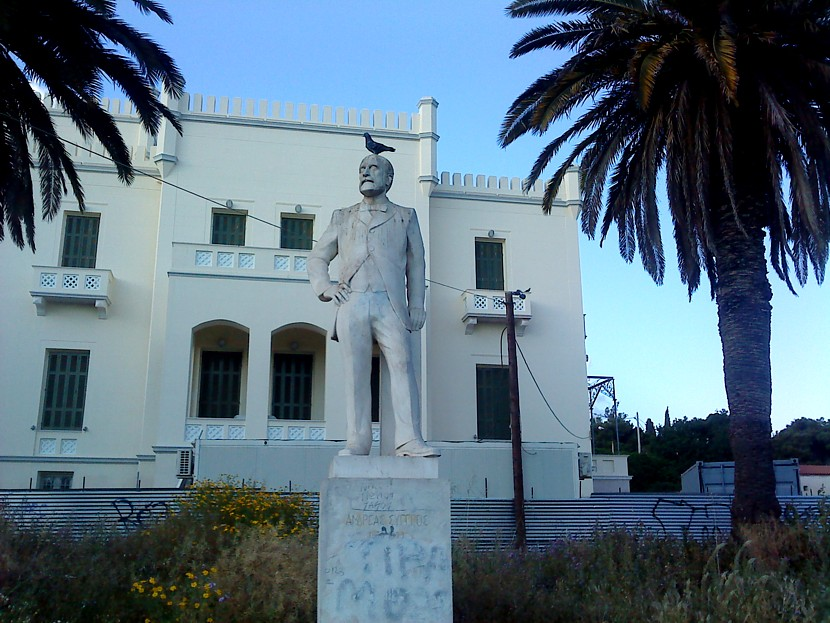
Villa Syngrou im Syngrou Park

## Sehenswürdigkeiten und Museen

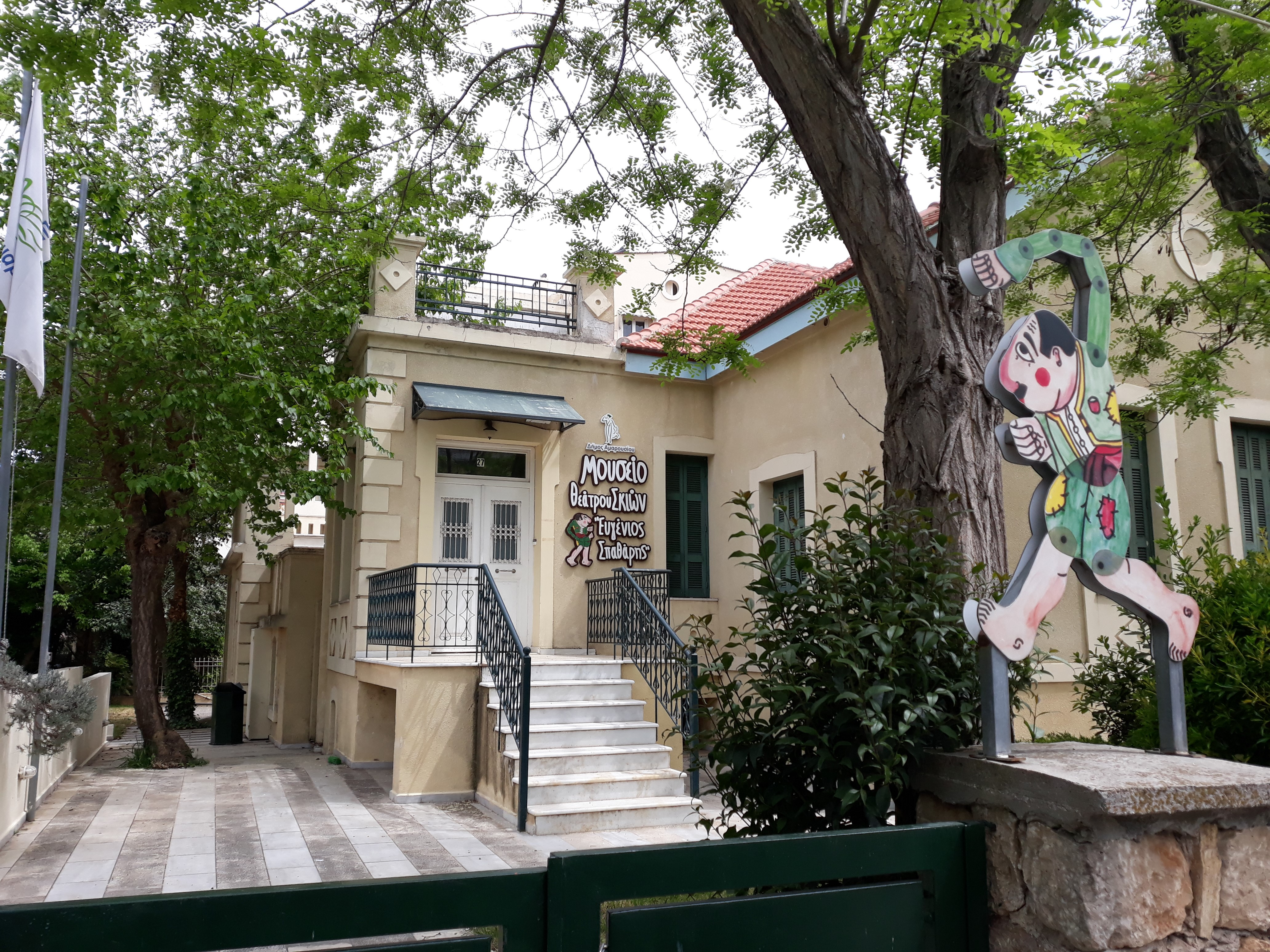
Museum Spathario

Im Zentrum Marousis, in der Odos Voriou Ipirou, befindet sich das Spathario Schattentheatermusem (Σπαθάρειο Μουσείο θεάτρου Σκιών). Es wurde 1996 eröffnet und ist dem Erhalt und der Förderung des traditionellen Karagöztheaters und einem seiner bedeutendsten Künstler, Evgenios Spatharis (1924–2009) gewidmet, nach dem es benannt wurde. Es ist in einem neoklassizistischen Gebäude untergebracht und dort werden vorwiegend Schattenpuppen ausgestellt, auch finden im Museumshof regelmäßig Schattenpuppen-Theatervorstellungen statt. In einem Neubau an der Leoforos Kifisias Λεωφόρος Κηφισίας befindet sich die Ausstellungsräume der George Economou Collection. Dort werden jährlich ein bis zwei Sonderausstellungen moderner und zeitgenössischer Künstler gezeigt.
Einer der größten Parks Attikas ist der Park Ktima Syngrou (Κτήμα Συγγρού), der sich im Nordosten Marousis befindet und an Kifissia grenzt. Über ein Gebiet von ca. 95 Hektar erstreckt sich eine grüne Oase mit Pinien, Zedern und anderen für Attika typischen Pflanzen. Der Park beherbergt auch das Agrarwissenschaftliche Institut (Ινστιτούτου Γεωπονικών Επιστημών), die Kirche Agios Andreas und die neoklassizistische Villa der Syngrou-Familie. Die Kirche Agios Andreas ist die einzige orthodoxe Kirche gotischer Bauart in Griechenland, sie wurde von Ernst Ziller entworfen.

## Institutionen in Marousi
- Olympia-Sportkomplex Athen
- Deutsche Schule Athen

## Verkehr
- Autobahn A6
- Linie 1 der Metro Athen

## Sport
Bekanntester Verein der Stadt ist der Basketballverein Marousi Athen, welcher in der ersten griechischen Liga spielt und 2001 den Saporta Cup gewinnen konnte.

## Partnerstädte
- Faenza (Italien), seit 1992
- Mendavia (Spanien), seit 2007

## Söhne und Töchter der Stadt
- Spyridon Louis (1873–1940), der erste Olympiasieger (1896) im Marathonlauf, ist in Marousi geboren. Seine Büste steht auf dem Hauptplatz der Stadt.
- Aliki Vougiouklaki (1934–1996), Schauspielerin
- Panagiotis Gionis (* 1980), Tischtennisspieler
- Antonios Fotsis (* 1981), Basketballspieler
- Dimitrios Mougios (* 1981), Ruderer
- Eleonora Zouganeli (* 1983), Sängerin
- Andreas Sarantis (* 1983), Biathlet
- Dimitrios Linardatos (* 1984), Jurist und Universitätsprofessor
- Panagiotis Vasilopoulos (* 1984), Basketballspieler
- Konstantinos Sykaras (* 1984), Skirennläufer
- Dimitrios Chondrokoukis (* 1988), Hochspringer
- Eleni Chronopoulou (* 1988), Sportgymnastin
- Stefanos Kasselakis (* 1988), Geschäftsmann und Politiker
- Konstantinos Mourikis (* 1988), Wasserballspieler
- Athina Papafotiou (* 1989), Volleyballspielerin
- Despina Georgiadou (* 1991), Säbelfechterin
- Panagiota Karagkouni (* 1993), Volleyball- und Beachvolleyballspielerin
- Markos Kalovelonis (* 1994), griechisch-russischer Tennisspieler
- Marianthi Zafiriou (* 1994), Sportgymnastin
- Emmanouela Masourou (* 1996), Para-Judoka
- Vasiliki Alexandri (* 1997), österreichische Synchronschwimmerin
- Eirini-Marina Alexandri (* 1997), österreichische Synchronschwimmerin
- Anna-Maria Alexandri (* 1997), österreichische Synchronschwimmerin
- Mariella Fasoula (* 1997), Basketballspielerin der Nationalmannschaft
- Katerina Kontochristopoulou (* 1997), Florettfechterin
- Antonios Tantalidis (* 1997), Geräteturner
- Ioanna Stamatopoulou (* 1998), Wasserballspielerin
- Maria Mangoulia (* 2000), Kugelstoßerin
- Pavlos Tsitsipas (* 2006), Tennisspieler